# 岐阜県道286号神野美濃線
岐阜県道286号神野美濃線（ぎふけんどう286ごう かみのみのせん）は、岐阜県関市から同県美濃市に至る一般県道である。

## 概要

### 路線データ
- 起点：岐阜県関市神野（岐阜県道58号関金山線交点）
- 終点：岐阜県美濃市口野々（岐阜県道80号美濃川辺線交点）

## 沿革
- 1977年（昭和52年）2月27日 ： 認定[1]

## 通過する自治体
- 岐阜県
  - 関市
  - 美濃市

## 接続する道路
- 岐阜県道58号関金山線（関市神野地内、富野グラウンド北方）
- 岐阜県道80号美濃川辺線（美濃市口野々地内）

## 周辺
- シーダーヒルズカントリークラブ（ゴルフ場）